# San José de Poaló
San José de Poaló ist eine Ortschaft und eine Parroquia rural („ländliches Kirchspiel“) im Kanton Santiago de Píllaro der ecuadorianischen Provinz Tungurahua. Die Parroquia besitzt eine Fläche von 161,6 km². Die Einwohnerzahl lag im Jahr 2010 bei 1880. Die Parroquia San José de Poaló wurde am 5. August 1920 gegründet.

## Lage
Die Parroquia San José de Poaló liegt im Anden-Hochtal von Zentral-Ecuador im Nordosten der Provinz Tungurahua. San José de Poaló liegt auf einer Höhe von 3150 m 10 km nordöstlich von Píllaro. Im Nordwesten wird das Verwaltungsgebiet von der Schlucht des nach Westen fließenden Río Yanayacu (Río Huapante) begrenzt. Im Osten der Parroquia befindet sich der abflussregulierte See Laguna Pisayambo.
Die Parroquia San José de Poaló grenzt im Nordwesten an San Miguel de Salcedo in der Provinz Cotopaxi, im Nordosten und im Osten an die Provinz Napo mit der Parroquia Tálag im Kanton Tena, im Süden an die Parroquia Marcos Espinel, im Südwesten an Píllaro und im Westen an die Parroquia San Andrés.